# Seznam baskovskih poslovnežev
Seznam baskovskih poslovnežev.

## A
- Dominique Amestoy
- Karlos Arguiñano
- José María Arizmendiarrieta
- José Ignacio López de Arriortúa

## G
- Robert Goizueta